# Oreina fairmairiana
Oreina fairmairiana es una especie de insecto coleóptero de la familia Chrysomelidae.
Fue descrita científicamente en 1882 por De Gozis.